# مارشال جيمس
مارشال جيمس (بالإنجليزية: Marshall James)‏ هو لاعب دارت بريطاني، ولد في 4 أكتوبر 1970 في ويلز في المملكة المتحدة.

## وصلات خارجية
- مارشال جيمس على موقع DartsDatabase.co.uk (الإنجليزية)